# بلومفيلد هتتش (باركشير)
بلومفيلد هتتش (بالإنجليزية: Bloomfield Hatch)‏ هي قرية تقع في المملكة المتحدة في جنوب شرق إنجلترا.